# Конвенция
Конве́нция (лат. conventio — договор, соглашение) — частный договор о чем-либо между двумя государствами, разновидность международных договоров.
В другом источнике указано что Конвенция (convention, Uebereinkunft, соглашение) — термин для обозначения международного договора, простого по форме и однопредметного по своему содержанию.

## Описание
Конкретные признаки, по которым тот или иной договор следует называть конвенцией, выделить сложно. Скорее можно вести речь о традиции называть договоры определённого типа или содержания конвенциями; так, многосторонние соглашения о поддержке некоторых стандартов, каждым из участников у себя (соглашения государств о поддержке некоторых правил, ограничений, стандартов законами этих государств) называют, как правило, конвенциями. Среди наиболее известных конвенций — Женевские конвенции по международному гуманитарному праву, Конвенция о статусе беженцев, Международная конвенция о ликвидации всех форм расовой дискриминации, Конвенция о правах ребёнка, Венская конвенция о дипломатических сношениях, Венская конвенция о праве международных договоров, Конвенция ООН по морскому праву, Европейская конвенция по правам человека, Бернская конвенция об охране литературных и художественных произведений, Международная конвенция по охране человеческой жизни на море 1974 года СОЛАС-74, Конвенция Нью Йорк - Конвенция о признании и приведении в исполнение иностранных арбитражных решений, подписанная в Нью-Йорке 10 июня 1958 года..
Многосторонние конвенции, как правило, разрабатываются и принимаются в рамках международных организаций, таких как ООН и Совет Европы.
Среди двусторонних договоров конвенциями обычно называют договоры по консульским, почтовым, транспортным и другим вопросам. Важно, что конвенция, как правило, регулирует весь комплекс вопросов, связанных с соответствующей темой (аналог кодекса).
В упрощённом виде «Конвенция» — условность (условия) — набор согласованных, оговорённых или общепринятых стандартов, социальных норм или критериев, принимающих форму обычая.
Некоторые виды правил или обычаев становятся законом. Для придания конвенции официального характера или обеспечения ее соблюдения принимается нормативное законодательство (например, законы, определяющие, по какой стороне дороги должны двигаться транспортные средства). В социальном контексте конвенция может сохранять характер «неписаного закона», обычая (например, рукопожатие как форма приветствия).

## Примеры
Ниже представлены примеры некоторых конвенций:
- Конвенция о предупреждении геноцида и наказании за него
- Конвенция о политических правах женщин
- Конвенция о рабстве
- Конвенция против пыток
- Конвенция о запрете противопехотных мин
- и так далее.